# Шекихачев, Мухамед Хагуцирович
Мухамед Хагуцирович Шекихачев (23 декабря 1923, Неурожайное, Кабардино-Балкарская автономная область — 1996) — советский хозяйственный, государственный и политический деятель.

## Биография
Родился в 1923 году в селе Урожайное. Член ВКП(б).
Выпускник Нальчикского педагогического училища и Кабардино-Балкарского государственного педагогического института. С 1944 года — на хозяйственной, общественной и политической работе. В 1944—1987 гг. — первый секретарь Урожайненского райкома ВЛКСМ, второй секретарь Кабардино-Балкарского обкома ВЛКСМ, первый секретарь Нальчикского райкома партии, заведующий отделом пропаганды и агитации Кабардино-Балкарского обкома КПСС, секретарь, заведующий идеологическим отделом Кабардино-Балкарского обкома КПСС, Председатель Верховного Совета Кабардино-Балкарской АССР.
Избирался депутатом Верховного Совета СССР 3-го созыва.
Умер в 1996 году.